# Andrej Shleifer
Andrej Shleifer (in russo Андрей Маркович Шлейфер?, Andrej Markovič Šlejfer; Mosca, 20 febbraio 1961) è un economista e docente statunitense di origine russa, professore di Economia alla Harvard University dal 1991. È stato insignito della medaglia John Bates Clark nel 1999 ed è particolarmente noto per il suo lavoro nel campo della finanza aziendale e sui legami tra diritto ed economia. A lui si deve la teoria della “meterstick Competition” che propone un meccanismo per incoraggiare i monopoli locali a ridurre i propri costi. La medaglia Clark lo descrive come un "eccellente economista, che lavora secondo la vecchia tradizione di Chicago costruendo modelli semplici, enfatizzando i meccanismi economici di base e osservando attentamente le prove... Un tema ricorrente della sua ricerca è il rispettivo ruolo dei mercati, istituzioni e governi".
IDEAS/RePEc lo ha classificato come il secondo miglior economista al mondo, ed è anche indicato al primo posto nella lista degli "scienziati più citati in economia e affari". È stato direttore del progetto di aiuti alla Russia dell'Harvard Institute for International Development dalla sua inaugurazione nel 1992 fino al 1997, dove lui e i suoi associati hanno effettuato investimenti russi e risolto una causa da parte del governo degli Stati Uniti per tali investimenti, una violazione del contratto di HIID.

## Biografia
È nato da una famiglia ebrea nell'Unione Sovietica e da adolescente, nel 1976, è emigrato a Rochester, nello stato di New York, dove ha frequentato una scuola del centro città e ha imparato l'inglese dagli episodi televisivi di Charlie's Angels. Ha poi studiato matematica laureandosi presso l'Università di Harvard nel 1982. Successivamente, nel 1986, ha ottenuto il dottorato di ricerca presso il Massachusetts Institute of Technology (MIT). Quando era matricola ad Harvard, Shleifer ha frequentato Math 55 con Brad DeLong; ha detto che il corso gli aveva fatto capire che non era destinato a diventare un matematico. Shleifer ha incontrato ad Harvard anche il suo mentore e professore, Lawrence Summers. I due sono diventati coautori, beneficiari di sovvenzioni congiunte e colleghi di facoltà.
Ha ricoperto una posizione di ruolo presso il Dipartimento di Economia dell'Università di Harvard dal 1991 ed è stato, dal 2001 al 2006, Whipple VN Jones Professor of Economics. In precedenza, ha insegnato alla Graduate School of Business dell'Università di Chicago e per un breve periodo alla Princeton University.

## La ricerca
I primi lavori di Shleifer riguardavano l'economia finanziaria, dove ha contribuito al campo della finanza comportamentale. Ha anche scritto articoli influenti sull'economia politica, sull'economia della transizione e sullo sviluppo economico, collaborando con i suoi ex colleghi di Chicago, Kevin M. Murphy e Robert W. Vishny. Il loro articolo "L'industrializzazione e la grande spinta" è stato accreditato da Paul Krugman come un importante passo avanti che ha posto fine a una "lunga crisi nella teoria dello sviluppo". Con i coautori Rafael La Porta, Simeon Djankov e Florencio Lopez de Silanes, Shleifer ha anche dato un contributo significativo allo studio della governance aziendale.
Negli ultimi anni, la sua ricerca si è concentrata sulla teoria delle origini giuridiche (nota anche come teoria del diritto e della finanza), secondo la quale la tradizione giuridica a cui aderisce un paese (come il diritto comune o vari tipi di diritto civile) è un fattore determinante di sviluppo di un Paese, soprattutto di sviluppo finanziario.

## Il progetto Harvard sulla Russia
Nel 1994 Shleifer ha fondato LSV Asset Management con Josef Lakonishok e Robert Vishny. Nel febbraio 2006 gestiva circa 50 miliardi di dollari. Da allora Shleifer ha venduto la sua quota di proprietà.
All'inizio degli anni '90, Andrej Shleifer ha guidato un progetto di Harvard sotto gli auspici dell'Harvard Institute for International Development (HIID) che ha investito fondi del governo americano nello sviluppo dell'economia russa. Shleifer era anche un consigliere diretto di Anatolij Čubajs, allora vice-premier della Russia, che gestiva il portafoglio Rosimuščestvo (in russo росимущество?, letteralmente "beni russi" o Comitato per la gestione del demanio) ed era uno dei principali ingegneri della privatizzazione russa.  Shleifer fu anche incaricato di istituire un mercato azionario per la Russia che sarebbe stato un mercato dei capitali di livello mondiale.  Nel 1996 le lamentele sul progetto Harvard portarono il Congresso ad avviare un'indagine del General Accounting Office, in cui si affermava che all'Harvard Institute for International Development (HIID) era stato dato "un controllo sostanziale del programma di assistenza statunitense".
Nel 1997, l’Agenzia statunitense per lo sviluppo internazionale (USAID) cancellò la maggior parte dei finanziamenti per il progetto Harvard dopo che le indagini avevano dimostrato che gli alti funzionari dell’HIID Andrej Shleifer e Jonathan Hay avevano utilizzato le loro posizioni e informazioni privilegiate per trarre profitto dagli investimenti nei mercati mobiliari russi. L'Istituto per un'economia basata sulla legge (ILBE) sarebbe stato utilizzato, tra le altre cose, per assistere la moglie di Shleifer, Nancy Zimmerman, che gestiva un hedge fund che speculava sui titoli russi.
Nell'agosto 2005, l'Università di Harvard, Shleifer e il Dipartimento di Giustizia hanno raggiunto un accordo in base al quale l'università ha pagato 26,5 milioni di dollari per risolvere la causa vecchia di cinque anni. Shleifer è stato anche responsabile del pagamento di danni per 2 milioni di dollari, sebbene non abbia ammesso alcun illecito.

## Opere
- (EN) Maxim Boycko, Shleifer, Andrei e Vishny, Robert, Privatizing Russia, Cambridge, MA, MIT Press, 1995, ISBN 978-0-262-02389-4.
- (EN) Andrei Shleifer, Inefficient Markets: An Introduction to Behavioral Finance, Oxford, UK, Oxford University Press, 2000, ISBN 978-0-19-829227-2.